# 食人

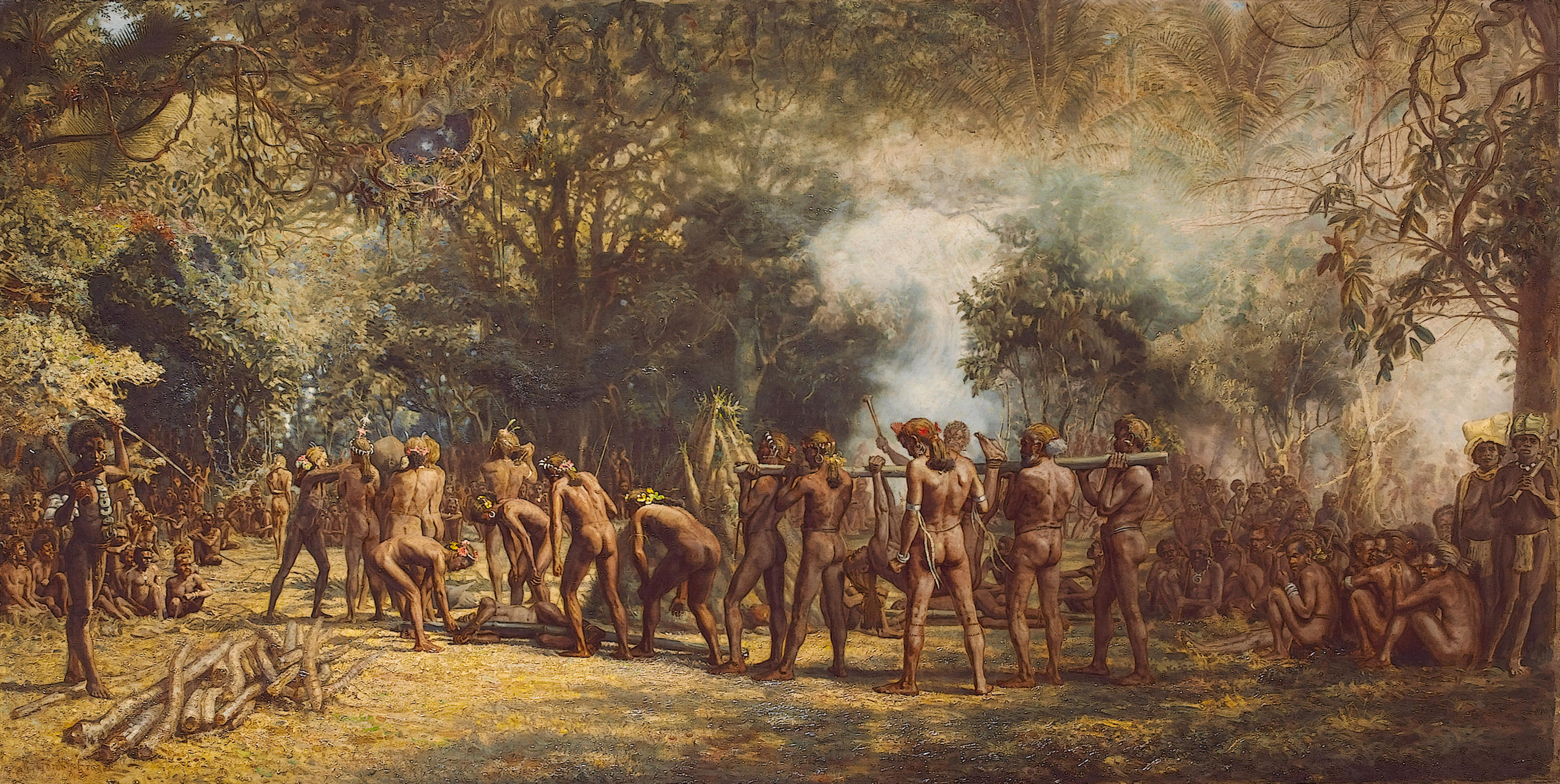
瓦努阿图塔纳岛上的食人盛宴，约1885–1889

漢斯·史達頓對在巴西進行的人食人行為的描繪，1557年。

食人，特指人類之間的同類相食。人食人的動機有很多種，包括充當糧食、基於某種宗教儀式理由、當地文化許可的族群人食人，喪葬儀式、遭遇災難、戰爭飢荒等極端情況下為求生被迫的人食人。亦有為了醫療為目的食用人體部位器官或血液、仇恨或是精神異常者所為的人食人等。
食人行為一度出現在許多人類社會之中，但在現代變得相對罕見。
根據考古證據，科學家推論尼安德塔人群體內部，以及與智人之間，可能存在食人行為。

## 理由與類型

### 充當糧食
含有豐富脂肪的女性乳房，在許多案例中被視為補充脂肪的珍貴來源。兒童的身體也因類似原因，受有此類需求者的偏好。在現代之前，許多澳洲原住民家庭因常態性的糧食不足，經常殺害食用非常幼年的子女。在剛果盆地部分地區，人們一度盛行殺害並食用被俘虜以及被當作奴隸的兒童。
文獻顯示蒙古帝國軍隊有成員不僅是為了營養需求，更出於對人肉味道的偏好，以及折磨被征服者的動機（水煮或烘烤被俘者，經常是兒童或成年女性）。
在女王诉达德利与斯蒂芬斯案中，遇险的四名船员中的两人为了生存而杀死并食用另一个人，获救后先是被英国政府依谋杀罪起诉并判死刑，但最终因为民意和人道立场，获得特赦改判监禁。

### 習俗
在新幾內亞島等地的習俗，如法雷人的喪葬習俗。

### 醫療保健需求
在近代早期的歐洲，為醫療目的食用人體部位和血液變得流行起來；這類風氣在17世紀達到頂峰，在某些情況下一直持續到19世紀下半。。有些人為了治病等保健需求，食用死去胎兒的身體或胎兒之有關產物（如紫河車）
歐洲醫學认为木乃伊粉是許多疾病的特效藥。因为埃及的木乃伊供不应求，于是假木乃伊的生意也火热了起来。盗尸者和不道德的商人开始将新鲜尸体、处决犯的尸体、奴隶和其他人的尸体做成“木乃伊”。
在18世紀的法國，人類的脂肪是頗受歡迎的藥物，常用來治療風濕病等各種疾病。
歐洲醫生用人的骨髓、人腦、人頭顱骨、骨灰等材料炮製的藥方來治療頭痛和癲癇；英王查理二世是採用顱骨入藥的愛好者，甚至擁有自己的名牌藥物「國王滴劑 King's Drops」。

## 文化常態
人類學對不同文明在不同時代的食人的習俗是否常見有爭議。許多冒險家可能刻意誇大，或是僅聽聞其他部落的轉述，便宣稱某些傳統文化有食人的習俗，但人類學實際考證後發現許多食人的宣稱都無法證實，或只發生於特殊情況。
巴布亞新幾內亞的法雷人過去有食用過世親人遺體的習俗，而這在1950年代導致了库鲁病這種普里昂蛋白引發的海綿狀腦病在法雷人社群中傳播。直到此項習俗中止後库鲁病才逐漸消失。
墨西哥的阿茲特克帝國有把祭神後的死者食用的風俗（而巴西的圖皮南巴人也有食戰敗者的風俗）。
在太平洋周邊，所羅門群島、斐濟、庫克群島、紐西蘭的毛利人族群、馬克薩斯群島等，有許多相關文獻和考古紀錄。

## 特殊情況
历史上多次出现因战乱饥荒而出现的“人相食”事件。近代最著名的是1846年到1847年間，在美國發生的唐納大隊事件。

### 中國
北京猿人头盖骨被部分考古学家认为是中国最早的人吃人。在世界各大文明中，中国有最多的有文字记载的食人事件，二十五史记录了约400起食人事件，《古今图书集成》记载了653起割肉疗亲事件。这有几个原因：中国的灾荒是各大文明中最多的；中国的战争是各大文明中最多最激烈的；中国形成了一些关于吃人的特别的文化，认为吃人是一种表达仇恨的合理方式，认为人肉有药用价值，认为割肉疗亲是一种崇高的孝亲的表现；最后一个原因是，中国很早就形成了一套很完备的官史记录体系，这套系统即使在中国社会最混乱的几个时期都仍然有效，留下了丰富的历史文献。
鄭麒來認爲：
“中国封建时代的有关（食人习俗的）文字记载是极为丰富的。可以说，中国封建时代的食人习俗证据远比其他时代或其他国家为多。
“谈到求生性食人的实践时，中国人与世界上其他民族没有显著不同。而在谈到习得性食人时，其在中国的实践就颇为不同。值得指出的事实是，某些种类的习得性食人仅见于中国。……其在历史上有着如此众多的习得性食人事例方面，方显独特。……谈到食人习俗的实践，宗教在世界许多地区均扮演了重要角色，而在中国却几乎或者毫无影响。中国习得性食人的主要原因，大体一方面出于尽忠、尽孝与热爱，另一方面出于报仇、雪耻与憎恨。……习得性食人在中国，尤其是在古代的实践，常常是出于对美食的欣赏，上等阶级不时为了滋补或疗疾而品尝不寻常的食品。中国人认为人肉既可为食，亦可入药，对加强性功能尤有价值。……李时珍举出人体器官可入药者达35种。……另外，在战争期间，中国人常常基于仇恨或报复敌方的心理，将敌人啖而食之。”
在中华人民共和国成立后，1958至1960年上半年，在毛澤東领导下的大跃进运动中，因政策错误而导致出现了人类历史上最严重的饥荒，史称三年大饥荒。部分饥饿的民众被迫食人，信阳事件便是其中一例。文化大革命期間亦發生過廣西文革屠殺等涉及人吃人的事件，且當時並非饑荒狀態，不同的來源紀錄發生了數百起規模不一的食人事件，大部分是出於對所謂「階級敵人」的仇恨，但有時也出於健康問題及迷信偏方。

### 二战
二战中有很多人相食的事，在苏芬战线上继续战争就发现了苏联士兵食人并有人皮照片留下。在列寧格勒圍城戰中，从41年冬天，吃光了鸟、老鼠和狗之后开始有食人的报告。城里的警察局还组织了特殊分队缉拿食人犯。
1941-1942年的8个月中有280万苏联战俘死去。据USHMM纪录，1941的冬季「饥饿和疾病造成的死亡规模无法想象」。战俘中也发生了很多食人的现象。
在斯大林格勒战役结束时也发现一些德国士兵在饥饿中食人。这次战役中有十万德国军人被俘，他们全都被送到西伯利亚和中亚的战俘营，在慢性折磨下由于食物不足，很多人开始食人。只有不到五千名战俘活到了战后。
太平洋戰爭中的日本兵也食人肉，有的是从活人身上割肉，据一名印度战俘Hatam Ali证言，在新几内亚：「日本人开始挑选战俘，每天有一人被带去杀死吃肉，共有一百人被吃掉了。我们剩下的人被带到50英里（80）外的地方，又因为生病死了十人。之后日本人又开始食人，这次被挑上的人是活着割肉，然后扔到沟裡等死。」
另一例有名的事件发生在1945年的父岛，這次情況非常詭異，立花芳夫中将在糧食充足的情況下，命人杀死五名被俘的美国軍機的机员，並由遺體上取出一些肉，煮成壽喜燒或烤肉，其目的可能是洩憤或鼓舞士氣。日本投降后30名日本军人被控以殺害戰俘及擾亂屍體罪，立花芳夫为首的五人被判有罪处以绞刑。
1944年，北海道發生遭難的日本陸軍徵用船船長吃掉死亡船員遺体的事件，史稱「光苔事件」。

### 现代
从1990年代开始的朝鲜饥荒中出现了大量食人报道。据报道金正日还在1996年下达了专门的打击食人现象的命令。1997年7月9日，朝鲜非法越境人员李永吉、金京哲越境进入中国，13日凌晨2时许，2人发生口角，李用盗窃来的斧子和修鞋用的刀将金杀死，并肢解其尸体。将躯干装在一白色塑料纺织袋中藏到树林中的一深水渠内，以备充饥。内脏及部分尸肉用火烧熟后在几天内吃掉。1998年有中国游客的证词表明存在食人。2006年报道说朝鲜有三个男人因贩卖人肉被处决。2013年又有新食人报道传出，包括一个男人因吃他两个孩子被处决。关于食人的范围的说法则不统一，逃亡者说面积非常大，但芭芭拉·德米克在她的书《我們最幸福：北韓人民的真實生活》中认为并非如此。

## 流行文化

### 民間故事、傳說、神話
- 《糖果屋》
- 《杜松樹》
- 拉米亞
- 芭芭雅嘎
- 希臘神話許多故事涉及吃人，特別是吃近親，如克洛諾斯、坦塔洛斯等的故事。
- 《水滸傳》中，梁山好汉有涉及吃人的故事，而且花样多。如李逵、孫二娘、燕顺、王英、郑天寿等。
- 《隋煬帝艷史》中對麻叔謀的有關描述。[55]
- 《封神演義》裡的西伯侯姬昌,被紂王囚禁,其長子伯邑考為了救父帶著寶物前往朝歌,卻因妲己的計謀慘遭殺害,肉被紂王做成餡餅後獻給姬昌,如果姬昌不吃就打算殺他,姬昌知道眼前的餡餅是他的兒子的肉,但為了求生忍痛吃下,事後紂王說:連他自己兒子的肉都吃,還說自己是聖人。最終把姬昌釋放。

### 電影
- 《八仙飯店人肉叉燒包》，改編自真實事件八仙飯店滅門案。
- 《瘋狂理髮師：倫敦首席惡魔剃刀手》
- 《骨肉的總和》
- 《我們要活著回去》:1993年電影，改編自1972年10月13日安地斯空難，一架載著烏拉圭橄欖球隊的烏拉圭空軍571號班機（Uruguayan Air Force Flight 571），由一架福克F27型雙引擎客機執行任務。從烏拉圭蒙得維的亞飛往智利聖地亞哥參加比賽，在安地斯山脈因遇上亂流而墜落在山上，45人中17人當場死亡，由於沒有辦法與外界聯繫加上山上冰天雪地常寒冷,部分傷重者也陸續無法抵擋寒冷死亡,其他生還者為了活下去,只好以死者屍體充飢。其中兩名球員在艱難的情況下步行10天下山，最終成功向他人求救，直到意外發生第72天後（即：12月22日）他們才被智利空軍救援隊救出，最終剩16人生還。
- 《人肉麵線》:2009年泰國電影

## 外部連結
- 「食人族」真的存在嗎？──《人類的起源》 （页面存档备份，存于）
- 論食人：人肉的營養標示與倫理道德 - 關鍵評論網 （页面存档备份，存于）
- Butchering the Human Carcass for Human Consumption, by Bob Arson （页面存档备份，存于） Food for thought on how to prepare the human body into choice cuts of meat.
- The Cannibalism Paradigm: Assessing Contact Period Ethnohistorical Discourse, by James Q. Jacobs （页面存档备份，存于）.  A critical, academic review of Mesoamerican cannibalism claims.
- BBC article about German cannibalism case （页面存档备份，存于）
- In Defence of Cannibalism. 1982 essay by philosopher Richard Routley which examines whether and under what circumstances (e.g. eating those who died from natural causes) cannibalism might be morally acceptable.
- Harry J. Brown, 'Hans Staden among the Tupinambas.' （页面存档备份，存于）
- Markman Ellis, "Crusoe, cannibalism and empire." Robinson Crusoe's fearful ruminations on cannibals, and Capt. Cook's reports of Maori cannibalism, which were convincing to many 18th and 19th century Europeans, though not to all modern anthropologists, set into the context of colonial empire-building.
- History and ethical considerations of cannibalism （页面存档备份，存于）
- Lyrics and English translation of Mein Teil, the Rammstein song about the Meiwes incident